# Cowin C3
Cowin C3 – samochód osobowy klasy subkompaktowej produkowany pod chińską marką Cowin w latach 2014–2017.

## Historia i opis modelu

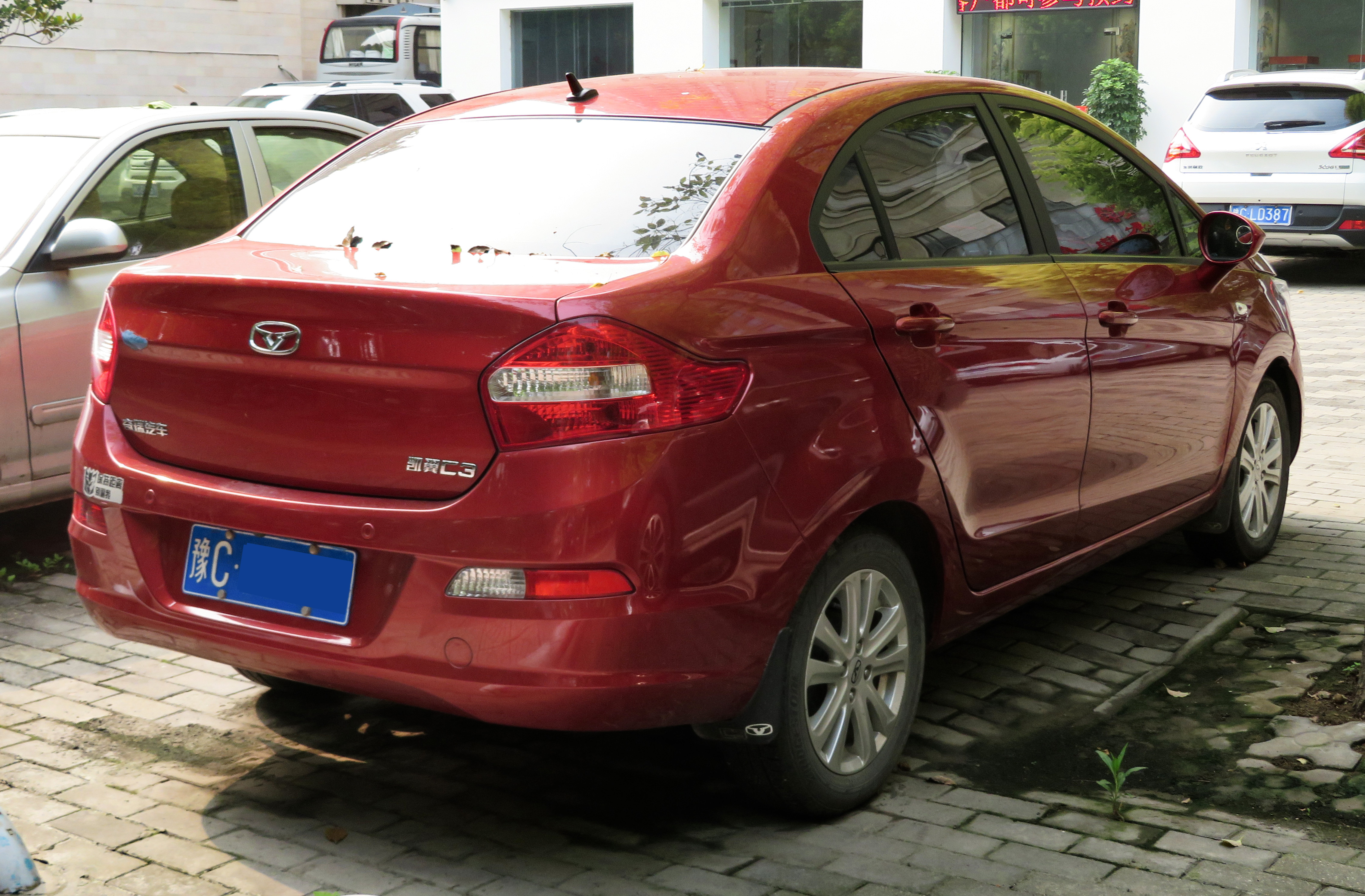
Cowin C3 - tył

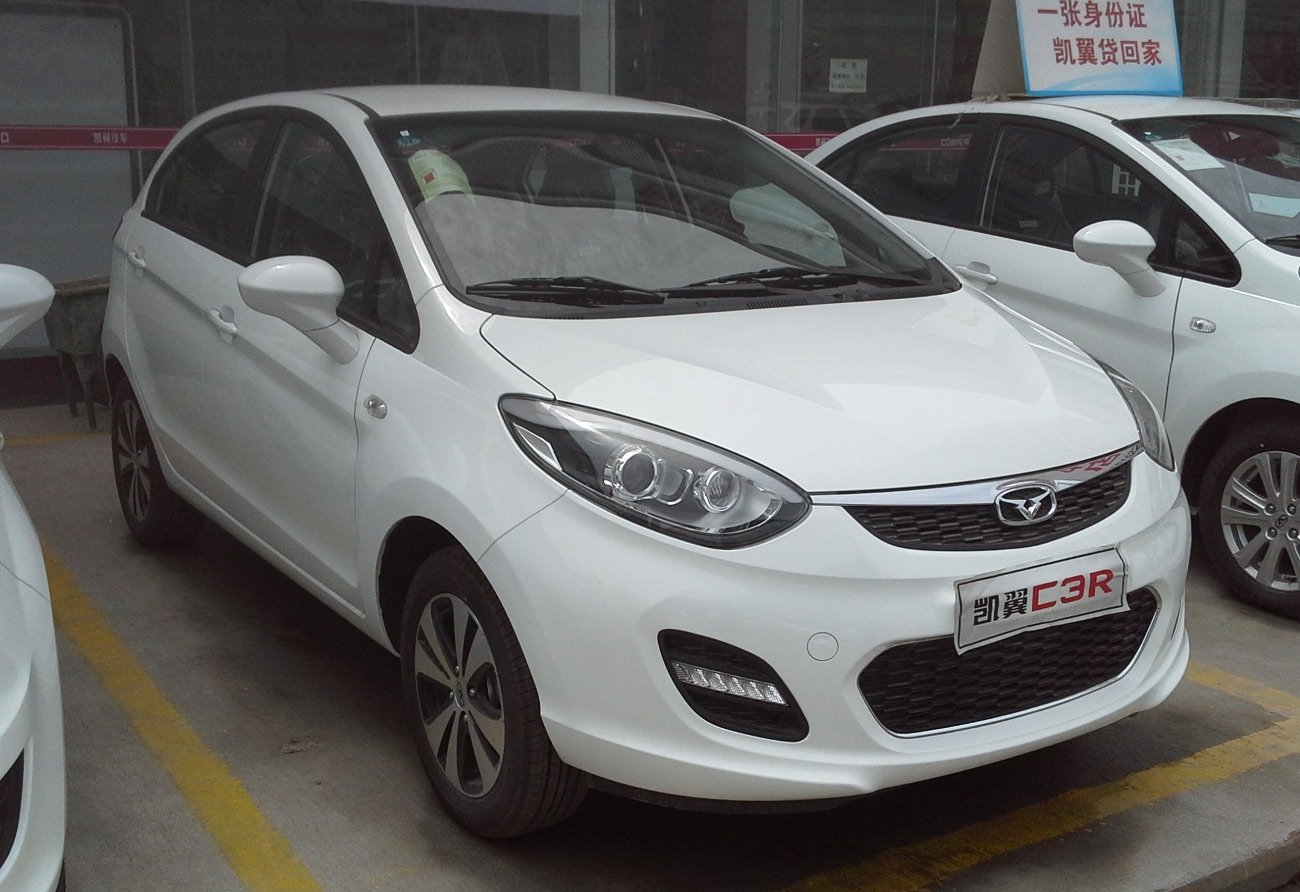
Cowin C3R

Miejski model C3 zadebiutował podczas wystawy samochodowej Chengdu Auto Show w sierpniu 2014 roku, na której równocześnie debiut miała nowa marka Cowin. Została ona utworzona przez chiński koncern Chery Automobile w celu zaoferowania budżetowych modeli samochodów skierowanych do młodych nabywców na dynamicznie rozwijającym się chińskim rynku samochodowym. Pierwotnie samochód miał zasilić portfolio macierzystego Chery w ramach linii modelowej "E", jeszcze w grudniu 2013 występując w fazie przedprodukcyjnej jako Chery E2.
Cowin C3 przyjął postać 4-drzwiowego sedana, charakteryzującego się wąską, smukłą sylwetką, której właściwości zostały zoptymalizowane pod kątem przestrzeni dla pięciu pasażerów. Kabina pasażerska została utrzymana w wielobarwnej tonacji, gdzie połączono ze sobą m.in. imitację aluminium i skóry.

### C3R
Równolegle z 4-drzwiowym sedanem zadebiutował 5-drzwiowy hatchback pod nazwą Cowin C3R. Samochód przyjął charakterystyczną, krągła dwubryłową sylwetkę z inną stylizacją przedniej części nadwozia, którą przyozdobiły bardziej zaokrąglone reflektory i mniejsza atrapa chłodnicy. Podobnie jak sedan, samochód miał pierwotnie trafić do sprzedaży jako macierzysty produkt Chery w ramach linii modelowej "E" jako Chery E1.

### C3R EV
W sierpniu 2016 przedstawiony został model Cowin C3R EV, który opracowany został na bazie 5-drzwiowego hatchbacka. Samochód wyposażony został w pełni elektryczny napęd, który utworzył silnik elektryczny o mocy 57 KM rozwijający maksymalnie 100 km/h. Zasięg pojazdu na jednym ładowaniu określono na ok. 200 kilometrów.

### Silnik
- R4 1.5l